# 新界

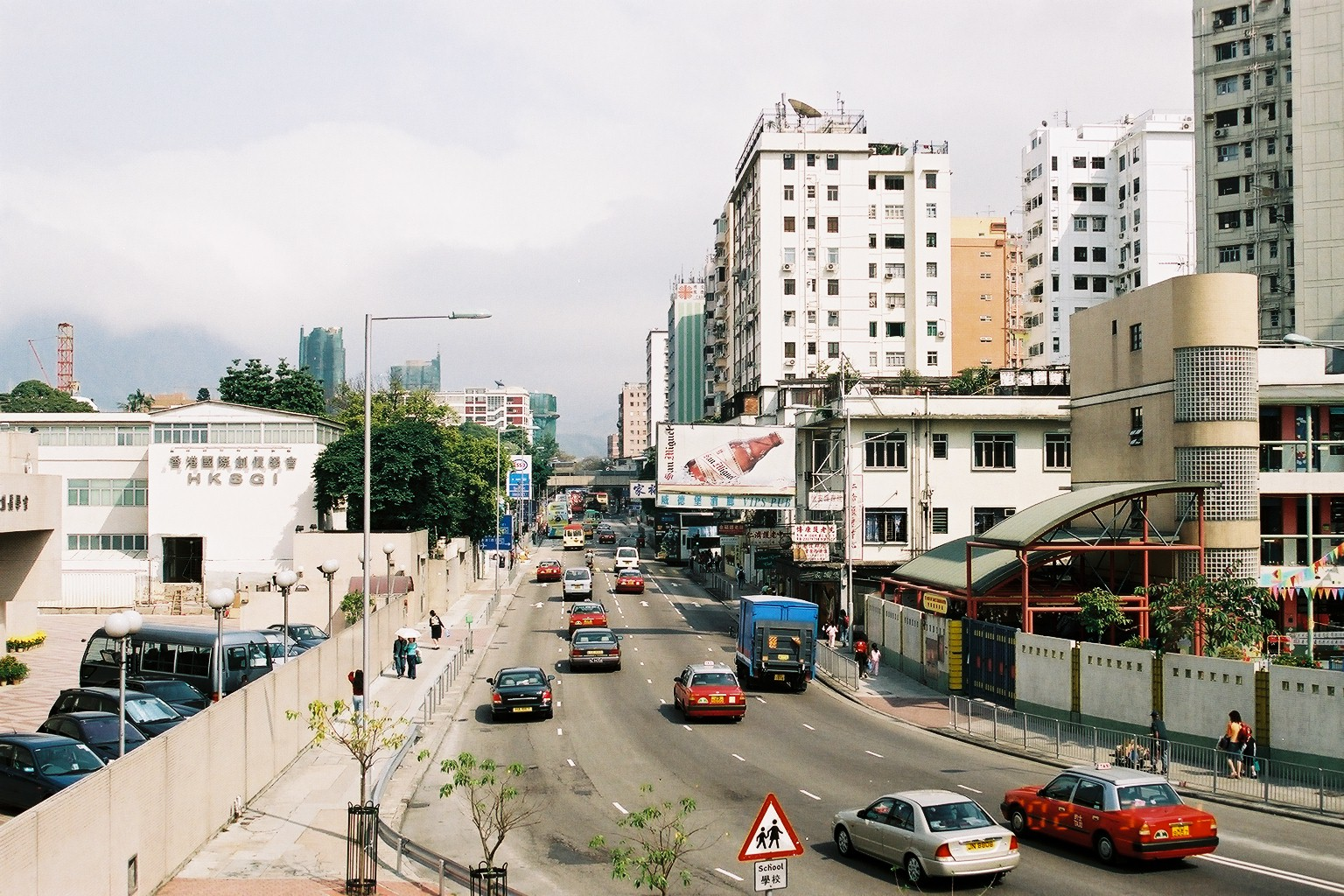
かつて租借地と割譲地の境界だった界限街（Boundary Street）。画像右側が九龍、左側が新界。

新界（しんかい、英: New Territories）は、香港の内、1842年の南京条約で清国からイギリスに割譲された香港島、1860年の北京条約で割譲された九龍半島以外の領域で、1898年の展拓香港界址専条によってイギリスに99年間の期限で租借された地域を指す。厳密には、1898年の条約で租借地となったのは九龍半島を東西に横切る界限街（Boundary Street）以北・深圳河以南の領域と、香港に付随する233個の島を指すが、日常の用語としては文脈により、「新九龍」と呼ばれる新興市街地（界限街以北・獅子山（Lion Rock）以南）や島嶼部を含まない場合もある。
1997年7月1日をもって、イギリスに割譲された香港の他地域と共に中華人民共和国へと返還(回帰)された。

## 地理
新界は、島嶼部まで含めた面積が975.23平方キロメートル、島嶼部を除いた面積が747.18平方キロメートルである。これは、香港の総面積のほぼ90%にあたる。一方で、人口は3,336,200人（2000年現在）で、香港の総人口の半分程度に過ぎない。
1970年代ごろまでは、ほとんどが山林と原野、農村にすぎなかったが、人口増加に対応すべくニュータウンがこの地域に次々建設され、香港のベッドタウンとしての役割を担うことになった。中には元朗など軽鉄（路面電車線）沿いに、九龍など都心部顔負けの商業地区の出現や、沙田や屯門などに代表される大型ショッピングセンターの進出により、目覚ましい発展を遂げている。

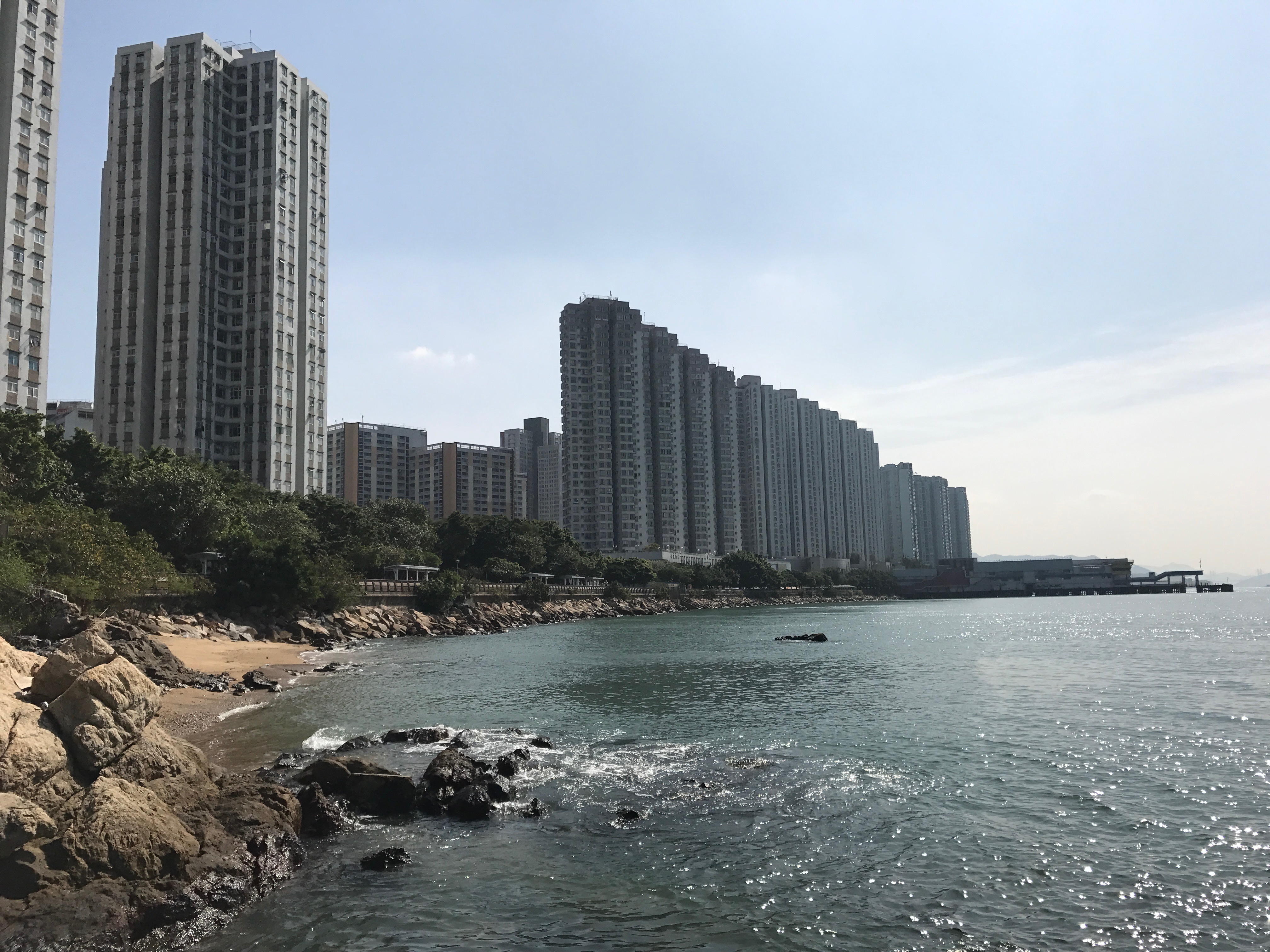
新界に位置する蝴蝶灣

## 行政区分と主な地域
新界の行政区分と属する主な地域は以下の通り。
- 北区 (North District) - 上水、粉嶺、沙頭角、羅湖、文錦渡
- 西貢区 (Sai Kung District) - 西貢、清水湾、将軍澳、調景嶺
- 沙田区 (Sha Tin District) - 沙田、馬鞍山、火炭、馬料水、香港中文大学
- 大埔区 (Tai Po District) - 大埔、船湾
- 元朗区 (Yuen Long District) - 元朗市中心、屏山、天水囲、落馬洲、米埔
- 屯門区 (Tuen Mun District) - 屯門、青山湾、蝴蝶湾
- 荃湾区 (Tsuen Wan District) - 荃湾、深井、城門
- 葵青区 (Kwai Tsing District) - 葵涌、青衣
- 離島区 (Islands District) - ラマ島、長洲島、ランタオ島、機場など

立法会選挙では新界を以下の2つの選挙区に分けている。
- 新界東（北区、大埔区、沙田区、西貢区）（9議席）
- 新界西（荃湾区、屯門区、元朗区、葵青区、離島区）（9議席）